# Béta-karotin
A β-karotin (E160a, INN: betacarotene) a karotin legelterjedtebb formája, mindkét végén β-gyűrű (β-jonongyűrű) található. Vörös színű kristályos anyag, lemezekben kristályosodik. A tetraterpének közé tartozik, 8 izoprénegységből épül fel. A β-karotin két szimmetrikus részből épül fel, a két β-jonongyűrű a két rész két végén található. A gyűrűk közti szénlánc konjugált kettős kötéseket tartalmaz, csupa transz szerkezetű. A β-karotin a karotináz enzim hatására két molekula retinollá, A-vitaminná bomlik. A sárgarépában a karotinok közül a β-karotin található meg a legnagyobb mennyiségben. A sárgarépán kívül más növényekben is előfordul a klorofill kísérőjeként.
A VIII. Magyar Gyógyszerkönyvben Betacarotenum    néven hivatalos.  